# Pedro Dellacha
Pedro Rodolfo Dellacha (Lanús, 1926. július 9. – 2010. július 31.) argentin labdarúgóhátvéd, edző.
Az argentin válogatott tagjaként részt vett az 1958-as labdarúgó-világbajnokságon.

## Sikerei, díjai
Argentína
- Copa América
  - győztes: 1955, Chile
  - 3.: 1956, Uruguay